# Emperor’s New Groove
Emperor’s New Groove (с англ. — «Похождения императора») — видеоигра в жанре платформера, выпущенная Sony Computer Entertainment America, Inc и Argonaut Games PLC. Сюжет игры основан на одноимённом мультфильме.

## Геймплей
Видеоигра схожа со многими трёхмерными платформерами: главный герой передвигается по уровню, уничтожая врагов и собирая определённые предметы (монеты). Особенностью геймплея является превращение в разные формы. Куско может превратиться в черепаху (Village, Lab), жабу (Jungle Day, Lab) и кролика (Catacombs, Lab).
Также интересной особенностью является переключение в вид от первого лица, как в FPS. Тогда Куско способен плеваться виноградными костями (это необходимо для временной остановки врагов, получения предметов и решения некоторых головоломок). Стоит учесть — в виде от первого лица можно управлять только камерой (сам Куско будет стоять на месте).
На уровнях находятся много дверей с изображением Куско. Для того, чтобы открыть их, надо найти красные Куско-идолы (Red Kuzco idols). Как правило, они находятся у труднодоступных платформ. Также иногда появляется мальчик со своим ллама-байком (llama-bike), которого надо победить в разных состязаниях. После победы мальчик даст вам Куско-идола.
В игре присутствует знаменитое правило императора Куско — «Только без рук!». Куско теряет жизнь при атаке врагов (охранников, пауков, жуков и т.д). Он может восстановить энергию (или только её часть), взяв императорскую корону. Также в игре присутствуют продолжения (continues), которые показаны игроку как плюшевые куклы Wampy. Они находятся в труднопроходимых местах или в секретных этапах. При загрузке сохранения собранные Wampy обнуляются.
Дети Пачи (помощника главного героя) — Чака и Тибо объясняют основы управления, способы прохождения и значимость предметов.

## Рецензии
| Сводный рейтинг       | Сводный рейтинг | Сводный рейтинг | Сводный рейтинг    |
| Издание               | Оценка          | Оценка          | Оценка             |
| Издание               | GBC             | PC              | PS                 |
| --------------------- | --------------- | --------------- | ------------------ |
| GameRankings          |                 |                 | 71,19 %            |
| Metacritic            |                 |                 | 66/100 (8 обзоров) |
| Иноязычные издания    |                 |                 |                    |
| Издание               | Оценка          | Оценка          | Оценка             |
| Издание               | GBC             | PC              | PS                 |
| AllGame               | [ 3 ]           | [ 4 ]           | [ 5 ]              |
| GameRevolution        |                 |                 | B-                 |
| GameSpot              |                 |                 | 7,5/10             |
| IGN                   | 5/10            |                 | 6,5/10             |
| Русскоязычные издания |                 |                 |                    |
| Издание               | Оценка          | Оценка          | Оценка             |
| Издание               | GBC             | PC              | PS                 |
| Absolute Games        |                 | 70 %            |                    |